# Sphodromantis quinquecallosa
Sphodromantis quinquecallosa är en bönsyrseart som beskrevs av Werner 1916. Sphodromantis quinquecallosa ingår i släktet Sphodromantis och familjen Mantidae. Inga underarter finns listade i Catalogue of Life.